# Yahia Hussein Abu Tabikh
Yahia Hussein Mohammad Abu Tabikh (ar. يحيى حسين محمد ابو طبيخ;ur. 23 sierpnia 2003) – jordański zapaśnik walczący w stylu klasycznym.
Brązowy medalista igrzysk panarabskich w 2023. Wicemistrz arabski w 2021. Mistrz arabski juniorów w 2020 roku.